# 聖德慕小堂 (祖里格)
聖德慕小堂是馬耳他祖里格的一座巴洛克式天主教小堂，初建於1482年。